# Elizabeth Wheeler
Elizabeth Nicholson Wheeler, född den 20 juli 1875 i Kokomo, Indiana, död i december 1971 Cuyahoga, Ohio var en amerikansk sopransångerska. Hon gjorde ett flertal inspelningar på Victor Records mellan 1906 och 1924, men även på bolag som Zonophone och Leeds & Catlin. Hon gifte sig 1904 med William Wheeler och de gjorde många inspelningar tillsammans (som Mr. and Mrs. Wheeler). Hon gjorde också inspelningar tillsammans med Harry Macdonough och Marguerite Dunlap samt för Victor Light Opera Company.